# Bierniki (rejon świsłocki)
Bierniki (biał. Бернікі; ros. Берники) – wieś na Białorusi, w obwodzie grodzieńskim, w rejonie świsłockim, w sielsowiecie Nowy Dwór, przy granicy Parku Narodowego „Puszcza Białowieska”.
W dwudziestoleciu międzywojennym leżały w Polsce, w województwie białostockim, w powiecie wołkowyskim, w gminie Porozów.